# Rhytisma rubiginosum
Rhytisma rubiginosum is een zachte koraalsoort uit de familie Alcyoniidae. De koraalsoort komt uit het geslacht Rhytisma. Rhytisma rubiginosum werd in 1969 voor het eerst wetenschappelijk beschreven door Verseveldt. 